# Майское восстание в Армении (1920)
Майское восстание — вооруженное восстание прокоммунистических сил в мае 1920 года против правительства Первой Республики Армения.
Организовано и возглавляемо Коммунистической партией Армении при поддержке турецко-татарских групп Армении и большевиков России и Азербайджана с целью свержения правительства дашнаков и установления советского режима в стране.

## История
Началось в Александрополе (ныне Гюмри) 10 мая 1920 года.
Воодушевленные вторжением Красной Армии в Азербайджан в конце апреля 1920 года, армянские большевики во главе с Ависом Нуриджаняном в мае подняли восстание. События, предшествовавшие восстанию, начались 1 мая 1920 года, в Международный день трудящихся, с демонстрации большевиков против правительства Армении в столице Ереване и других городах. Восстание обострилось после того, как бронепоезд «Вардан Зоравар» и его экипаж под командованием Мусаеляна присоединились к повстанцам-большевикам, которые сформировали революционный комитет (Армком) и 10 мая в Александрополе провозгласили Армению советским государством. Большевистские повстанцы успешно захватили Александрополь, Карс и Сарикамыс. 5 мая 1920 года правительство (кабинет) Александра Хатисяна ушло в отставку и было сформировано новое под руководством Амо Оганджаняна. Она полностью состояла из членов дашнакской партии. Парламент уступил свои права правительству, поскольку в Армении было введено чрезвычайное положение. Себу Нерсесян был назначен командующим для подавления восстания. 13 мая его отряд достиг Александрополя, и уже на следующий день повстанцы оставили город, а правительственные войска вошли в город и установили порядок.
Подавлено правительством Армении 14 мая, и его руководители — Степан Алавердян, Саргис Мусаелян, Баграт Гарибджанян — 14 августа 1920 года были казнены.